# Jack the Ripper: The Final Solution
Jack the Ripper: The Final Solution é um livro de não-ficção escrito por Stephen Knight e publicado pela primeira vez em 1976. Ele propôs uma solução para cinco assassinatos em Londres que foram atribuídos a um serial killer não identificado e conhecido em língua portuguesa como "Jack, o Estripador".
Knight apresentou uma elaborada teoria da conspiração envolvendo a família real britânica, a maçonaria e o pintor Walter Sickert. Ele concluiu que as vítimas foram assassinadas para encobrir um casamento secreto entre o segundo na linha de sucessão ao trono, o príncipe Alberto Vitor, Duque de Clarence e Avondale, e Annie Elizabeth Crook, uma garota da classe trabalhadora. Há muitos fatos que contradizem a teoria de Knight, e sua principal referência, Joseph Gorman (também conhecido como Joseph Sickert), posteriormente retratou a história e admitiu à imprensa que era uma farsa.
A maioria dos acadêmicos descartam a teoria e a conclusão do livro está agora amplamente desacreditada. No entanto, o livro foi popular e bem sucedido comercialmente, passando por 20 edições. Foi a base para a graphic novel e o filme From Hell, bem como outras dramatizações, e influenciou escritores de ficção criminal, como Patricia Cornwell e Anne Perry.

## Contexto
Entre agosto e novembro de 1888, pelo menos cinco assassinatos brutais foram cometidos no distrito de Whitechapel, em Londres. Embora Whitechapel fosse uma área empobrecida e a violência fosse comum, esses assassinatos podem ser ligados ao mesmo assassino por meio de um modus operandi distinto. Todos os assassinatos ocorreram à distância de algumas ruas, tarde da noite ou no início da manhã, e as vítimas eram todas mulheres cujas gargantas foram cortadas. Em quatro dos casos, seus corpos foram mutilados ou até eviscerados. A remoção de órgãos internos de três das vítimas levou a propostas contemporâneas de que "um considerável conhecimento anatômico foi apresentado pelo assassino, o que parece indicar que sua ocupação era a de açougueiro ou cirurgião". As empresas de comunicação social e a polícia receberam muitas cartas e cartões postais que teriam sido escritos, supostamente, pelo assassino, que foi apelidado de "Jack, o Estripador" em homenagem a um dos signatários. A maioria das cartas de confissão anônimas foram descartadas pela polícia como farsas, mas uma delas conhecida como From Hell, após uma frase usada pelo escritor, tratada com mais seriedade; por esta razão, foi enviado uma pequena caixa contendo metade de um rim humano preservado. Não está claro, no entanto, se o rim realmente veio de uma das vítimas ou foi um espécime médico enviado como parte de uma piada macabra.

### Versão de Thomas Stowell

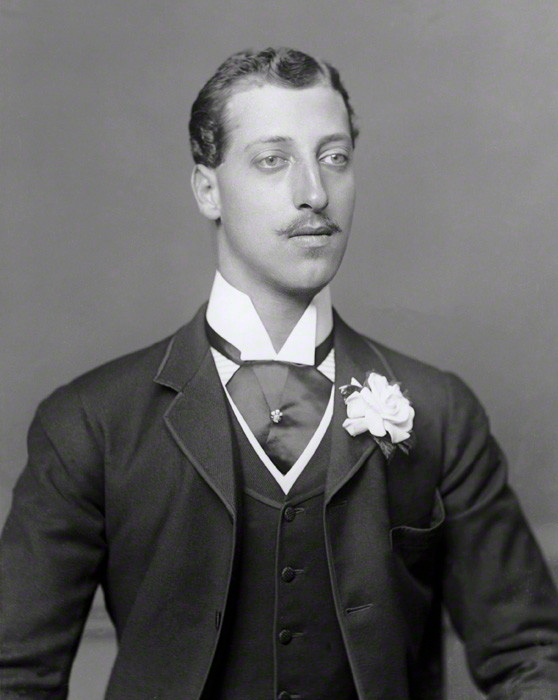
Príncipe Alberto Vítor, Duque de Clarence e Avondale, registrado na década de 1880

Em 1970, o cirurgião britânico Thomas EA Stowell publicou um artigo intitulado "Jack the Ripper – A Solution?" na edição de novembro do periódico The Criminologist. No artigo, Stowell propôs que Ripper era um aristocrata que havia contraído sífilis durante uma visita às Índias Ocidentais, que o havia deixado louco, e que nesse estado de espírito ele havia perpetrado os cinco assassinatos canônicos de Jack, o Estripador. Embora Stowell não nomeasse diretamente seu suspeito no artigo, ele descreveu em detalhes a família do suspeito e sua aparência física e apelidos, todos apontando para o neto da  rainha Vitória e do príncipe Alberto Vítor, Duque de Clarence e Avondale. Stowell escreveu que após um duplo assassinato em 30 de setembro de 1888, seu suspeito foi contido por sua própria família em uma instituição no Sul da Inglaterra, mas depois escapou para cometer um assassinato final em 9 de novembro daquele ano, antes de finalmente morrer de sífilis. Para apoiar sua teoria, Stowell fez comparações entre a evisceração das mulheres e a estripação de veados abatidos pela aristocracia em suas propriedades. Stowell disse que suas informações vieram de notas particulares do senhor William Gull, um médico respeitável que tratou membros da família real. Stowell conhecia o genro de Gull, Theodore Dyke Acland, e era executor da propriedade de Acland.

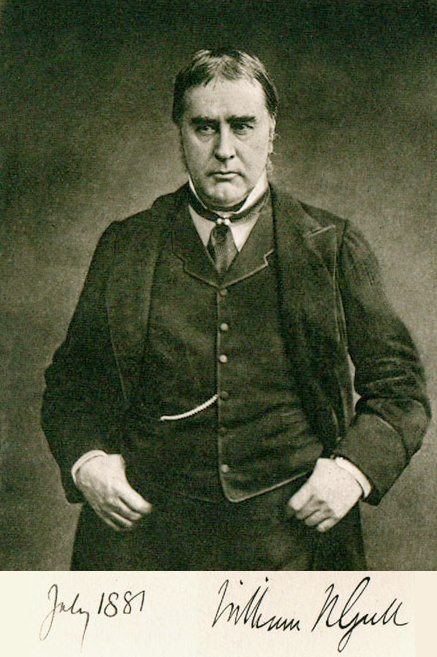
Sr. William Gull foi um médico notável que se aposentou por problemas de saúde em 1887

O artigo de Stowell atraiu muita atenção, e colocou Alberto Vítor entre os suspeitos mais notáveis do Estripador, mas sua inocência logo foi provada. Gull morreu antes de Alberto Vítor e, portanto, não poderia saber da morte dele. Todos os três médicos que estavam atendendo Alberto Victor, em sua morte no ano de 1892, concordaram que ele havia morrido de pneumonia e, dada a escala de tempo da progressão da doença sifilítica, é altamente improvável que Alberto Vítor tivesse sífilis. Os primeiros sintomas de doença mental que surgem da infecção sifilítica tendem a ocorrer cerca de quinze anos após a primeira exposição. Embora a escala de tempo da evolução da doença nunca seja absoluta, para Alberto Vítor ter sofrido de insanidade sifilítica em 1888, ele provavelmente teria sido infectado aos nove anos de idade, por volta de 1873, seis anos antes de visitar as Índias Ocidentais. Stowell afirmou que seu suspeito havia sido encarcerado em uma instituição mental, quando Alberto Vítor estava servindo no exército britânico, fazendo aparições públicas regulares e visitando amigos em casas de campo. Reportagens de jornais, o diário da rainha Vitória, cartas familiares e documentos oficiais provam que Alberto Vítor estava participando de funções em público, ou conhecendo a realeza estrangeira, ou a centenas de quilômetros de Londres no momento de cada um dos cinco assassinatos canônicos.
Em 5 de novembro de 1970, Stowell escreveu ao jornal britânico The Times, negando que era sua intenção sugerir que o príncipe Alberto Vítor era Jack, o Estripador. A carta foi publicada em 9 de novembro, o dia após a própria morte de Stowell por causas naturais. Na mesma semana, o filho de Stowell relatou que havia queimado os papéis de seu pai, dizendo: "Eu li apenas o suficiente para ter certeza de que não havia nada de importante".

### Versão de Joseph Gorman
Embora a hipótese de Stowell estivesse incorreta, seu artigo reacendeu o interesse no caso Jack, o Estripador, e em 1973, a emissora britânica BBC lançou uma série de televisão, Jack, o Estripador, que investigava os assassinatos de Whitechapel. A série misturou documentário e drama; apresentava evidências reais, mas foi apresentado pelos detetives fictícios Barlow e Watt, interpretados por Stratford Johns e Frank Windsor, respectivamente. A série foi transformada em livro, The Ripper File, de Elwyn Jones e John Lloyd em 1975. O sexto e último programa incluía um testemunho de Joseph Gorman, que se autodenominava Joseph Sickert e dizia ser filho ilegítimo do famoso pintor Walter Sickert. Gorman afirmou que Sickert lhe contara uma história que implicava não apenas a família real, mas também uma série de outras pessoas famosas nos assassinatos. De acordo com Gorman, Gull cometeu os assassinatos com a ajuda de cúmplices. Stowell mencionou rumores envolvendo Gull em seu artigo, mas os descartou como injustos e falsos.
Gorman disse que sua avó católica havia se casado secretamente com Alberto Vítor, e que sua mãe, como filha legítima de Alberto Vitor, era a legítima herdeira do trono. Ele alegou que os assassinatos do Estripador foram encenados como parte de uma conspiração para abafar qualquer escândalo potencial assassinando qualquer pessoa que soubesse do nascimento. Na série de televisão original, a história é retratada como a crença de Gorman, mas não dos detetives. Fascinado pela história de Gorman, o jornalista Stephen Knight decidiu investigar mais as alegações, e acabou publicando sua pesquisa como o livro Jack the Ripper: The Final Solution em 1976.

## Conteúdo

### A história de Gorman

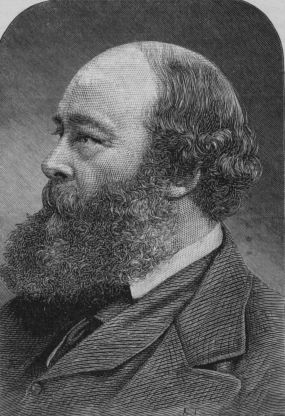
Lord Salisbury era primeiro-ministro na época dos assassinatos

O livro começa com Knight explicando como ele conheceu Joseph Gorman, e então ele conta a história de Gorman que "não veio em ordem cronológica clara, precisa, então tive que entendê-la por meio de uma discussão rasa". Gorman diz que a mãe de Alberto Vítor, a princesa Alexandra da Dinamarca, apresentou Walter Sickert para o filho dela, na esperança de que Sickert ensinasse Alberto Vítor sobre arte. Gorman afirma que Alberto Vítor conheceu uma das modelos de Sickert, Annie Elizabeth Crook, uma vendedora católica, no estúdio de Sickert na rua 15 de Cleveland Street, em Londres. Eles tiveram um caso, diz ele, e se casaram em uma cerimônia secreta com a amiga de Sickert e Annie, Mary Jane Kelly, atuando como testemunhas. Gorman alega que a filha de Alberto Vítor e Annie, Alice Margaret Crook, nasceu em 18 de abril de 1885, e que Alberto Vítor colocou Annie e Alice em um apartamento de Cleveland Street. Em abril de 1888, ainda segundo Gorman, a rainha Vitória e o primeiro-ministro britânico, Lord Salisbury, descobriram o segredo de Alberto Vítor. Gorman acusa Salisbury de ordenar uma invasão ao apartamento porque temia que o conhecimento público de um potencial herdeiro católico ao trono resultaria em uma revolução. Gorman afirma que Alberto Vítor foi colocado sob custódia de sua família, enquanto Annie foi colocada sob custódia do Sr. William Gull, que a definiu como uma louca; ela passou os próximos trinta anos entrando e saindo de instituições antes de morrer em 1920.
Enquanto isso, Gorman alega que Kelly estava cuidando da filha, Alice, durante e depois da operação. Gorman afirma que, no início, Kelly se contentou em esconder a criança, mas depois ela, junto com suas amigas Mary Ann Nichols, Annie Chapman e Elizabeth Stride, decidiram chantagear o governo. Gorman acusa Salisbury de conspirar com seus colegas maçons, incluindo policiais seniores da Polícia Metropolitana de Londres, para parar o escândalo encenando os assassinatos das mulheres. Gorman diz que Salisbury atribuiu a tarefa a Gull, que atraiu as quatro mulheres para uma carruagem individualmente, onde Gull as assassinou com a ajuda do cocheiro John Netley e do Sr. Robert Anderson, um comissário assistente da polícia britânica Scotland Yard. Gorman afirma que uma quinta vítima, Catherine Eddowes, foi morta acidentalmente em um caso de identidade trocada porque ela usou o pseudônimo Mary Ann Kelly e foi confundida com Mary Jane Kelly. Gorman alega que Netley tentou matar a jovem Alice duas vezes, mas após a segunda tentativa sem sucesso, várias testemunhas perseguiram Netley, que se jogou no Rio Tâmisa e se afogou. Gorman completa a história dizendo que Alice viveu até a velhice, tornando-se mais tarde amante de Walter Sickert, e que Alice e Walter Sickert são seus pais.

### A investigação de Knight
Knight explica que, a princípio, ele não acreditou na história sensacional de Gorman, que parecia "arrumada, se divertida, sem sentido", mas ficou tão fascinado por ela que teve que investigar mais. Ao descrever o desenvolvimento de sua investigação, Knight revelou uma série de coincidências: tanto a mãe de Alberto Vítor, quanto Alice Crook eram surdas; tanto a mãe de Alberto Vítor, quanto Walter Sickert eram dinamarqueses; Sickert é obcecado pelo Estripador; os assassinatos terminaram com a morte de Mary Kelly; havia crescente sentimento republicano na época dos assassinatos, bem como preconceito anticatólico; uma mulher chamada "Elizabeth Cook", que Knight afirma que poderia ser Annie Elizabeth Crook, morava em 6 Cleveland Street; Annie Crook foi institucionalizada; rumores da época ligavam o príncipe Alberto Victor a um escândalo em Cleveland Street; Gull gostava de uvas, e uma das vítimas pode ter comido algumas no momento de sua morte; Gull observa os detalhes de um médico sem nome, acusado pelo clarividente Robert James Lees, que alegou ter identificado o Estripador usando poderes psíquicos.
Eventualmente, à medida que as coincidências circunstanciais se acumulam, Knight foi convencido de que a história de Gorman é verdadeira. A falta de provas tangíveis, segundo ele, deve-se a um encobrimento do governo e à deliberada orientação errada da investigação policial. Para apoiar as alegações de uma conspiração maçônica, ele observa supostas semelhanças entre os assassinatos de Jack, o Estripador e supostos assassinatos rituais maçônicos, e acusa o Sr. Charles Warren, comissário de polícia, de destruir evidências para proteger seus amigos maçons. Knight aponta que Stowell, que aparentemente foi a primeira pessoa a sugerir o envolvimento de Alberto Vítor e Gull nos assassinatos, era um maçom.

## Repercussão e crítica
Os revisores de texto, na época de seu lançamento, encontraram o livro com indisfarçável ceticismo e sátira, mas sentiram que Knight apresentou seu caso improvável com engenhosidade. Quentin Bell escreveu na crítica literária The Times Literary Supplement: "[O livro] começa com valentia, justamente por estar enfatizando a maior parte do caso do autor, e admitindo que 'tudo parece terrivelmente improvável'." De acordo com Medical History: "Apesar da engenhosidade do autor, o caso não resiste a uma análise cuidadosa e crítica e não é mais 'final' do que seus muitos antecessores". Desde então, acadêmicos de várias disciplinas rejeitaram a história de Gorman como uma fantasia ridícula e destacaram muitos fatos que contradizem a versão dos eventos apresentada por Knight.

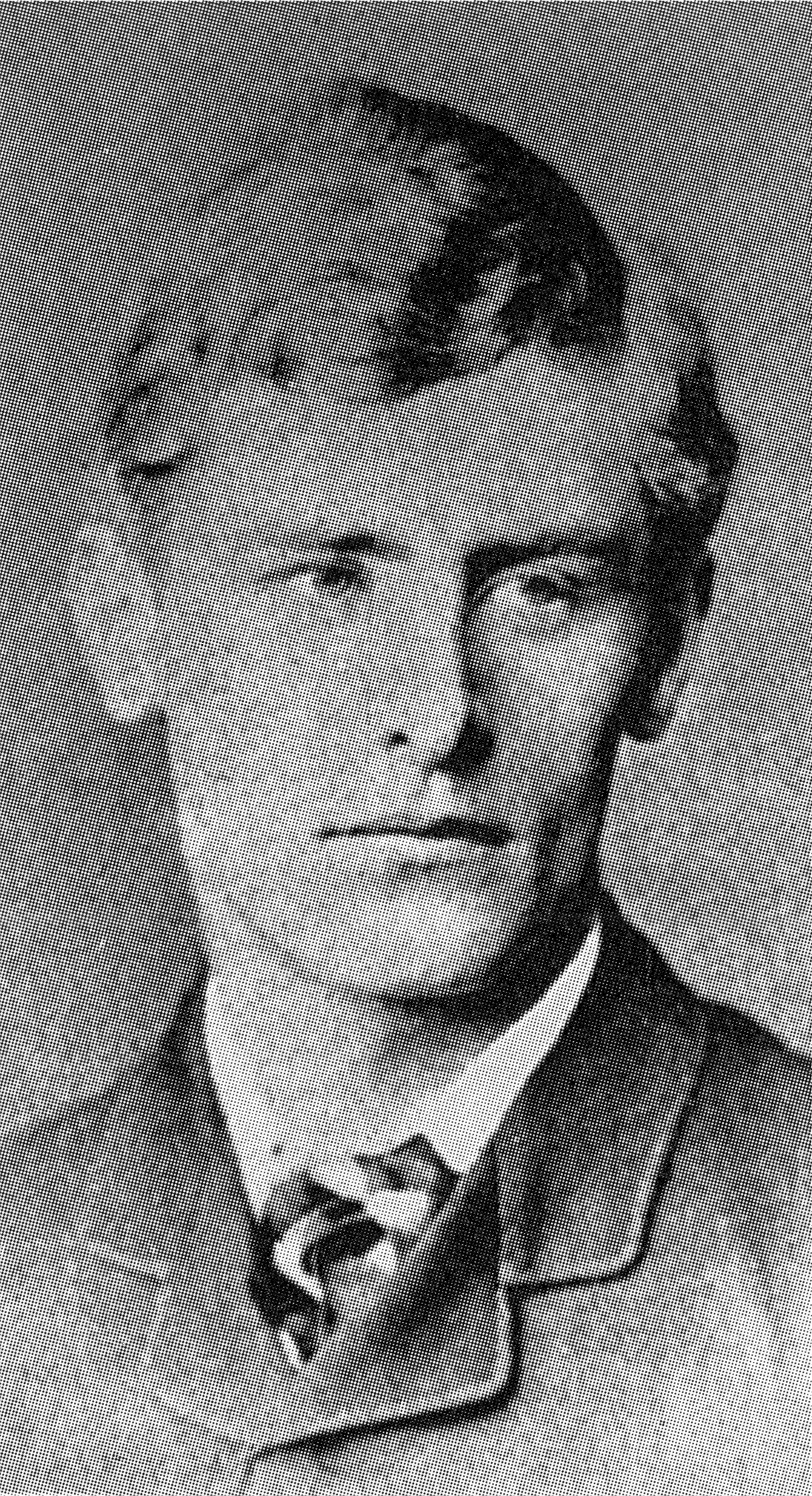
Walter Sickert, fotografia de 1884

Annie Crook foi uma pessoa real e teve uma filha, Alice, nascida em 18 de abril de 1885 em St Marylebone Workhouse, e Joseph Gorman era filho de Alice. No entanto, não há evidências que sustentam a afirmação de Gorman que seu pai se chamava Walter Sickert. Gorman foi um dos cinco filhos nascidos no casamento de Alice Margaret Crook e William Gorman. Além disso, segundo Trevor Marriott, especialista no caso Jack, o Estripador, Alice "deve ter sido concebida entre 18 de julho a 11 de agosto de 1884". Alberto Vítor esteve em Heidelberg entre junho a agosto de 1884; portanto, ele não estava em Londres na época da concepção de Alice, e não poderia ser seu pai. O nome do pai de Alice foi deixado em branco em sua certidão de nascimento, mas na idade adulta, Alice afirmou que seu pai era William Crook. William Crook também era o nome de seu avô. O especialista em estripadores, Don Rumbelow, sugeriu que o nome do pai de Alice foi omitido de sua certidão de nascimento porque ela era ilegítima, ou para esconder um relacionamento bastardo entre sua mãe, Annie, e seu avô, William. Não há registro de qualquer casamento entre Alberto Vítor e Annie Crook; mesmo que tal casamento tivesse ocorrido, teria sido inválido sob a lei britânica devido ao Royal Marriages Act 1772, que anula qualquer casamento contraído por um membro da família real sem o consentimento do Soberano. Qualquer filho de um casamento inválido é considerado ilegítimo e excluído da linha de sucessão. Gorman afirmou que sua avó era católica, embora os registros provem que isso não é verdade. Se ela tivesse sido e se ela tivesse se casado com Alberto Victor, ele e seu filho seriam excluídos de herdar o trono sob o Decreto de Liquidação de 1701, que exclui os católicos da linha de sucessão.
Existem vários outros problemas com a versão dos eventos de Gorman. Um apartamento no número 6 da Cleveland Street não poderia ter sido invadido em abril de 1888, pois naquela época os números 4–14 da Cleveland Street haviam sido demolidos e a casa não existia mais. Annie e Alice não eram apoiadas por um patrono rico, como Alberto Vítor, mas eram indigentes que ocasionalmente viviam numa workhouse. Annie não foi internada por insanidade, mas por epilepsia recorrente. As vítimas do Estripador não se conheciam nem Annie Crook, que morava do outro lado do centro de Londres. Mesmo que eles a conhecessem ou seu filho, é improvável que sua história de ilegitimidade real fosse acreditada, então qualquer tentativa deles de revelar o suposto escândalo seria simplesmente descartada. Gull se aposentou da prática em 1887 depois de sofrer um derrame, que o deixou temporariamente parcialmente paralisado e incapaz de falar. Gull se recuperou, mas sofreu novos ataques antes de sua morte em 1890. Além disso, nem Lord Salisbury, Sr. James Anderson e Sr. William Gull eram maçons; por isto, não havia provas documentais ligando Netley aos outros suspeitos, nem ele se afogou no Tâmisa. Na verdade, ele foi morto em 1903 depois de cair sob as rodas de sua própria van. A ciência forense indica que os corpos das vítimas não foram movidos e, portanto, não foram dissecados em uma carruagem e depois movidos para onde foram descobertos. Algumas das ruas onde as vítimas foram encontradas eram estreitas demais para uma carruagem. Sickert não tinha um estúdio em Cleveland Street, e não havia evidências de que tenha conhecido a princesa de Gales. Anderson estava na Suíça no momento do duplo assassinato, e por isso não era um dos autores.
Knight gostou de saber que havia problemas com as alegações de Gorman, mas ele "ou interpretou mal ou deliberadamente ignorou". Knight admitiu que partes da história de Gorman estavam erradas, mas afirmou que tais erros eram "um forte apoio ao fato de que ele estava dizendo a verdade". Percebendo que a ausência de Anderson na Suíça significava que Anderson não poderia ter sido um cúmplice, Knight considerou Walter Sickert um culpado muito mais provável do que Anderson, e sugeriu que ele era o "terceiro homem" a participar dos crimes. Essa não foi a primeira acusação feita contra Sickert. Ele havia sido mencionado anteriormente como um potencial suspeito no livro de 1959 de Donald McCormick, intitulado The Identity of Jack the Ripper. No entanto, Sickert estava na França com a mãe e o irmão no final do verão de 1888, e é improvável que estivesse em Londres na época de pelo menos quatro dos assassinatos. Depois que Knight mencionou Sickert, Joseph Gorman retirou sua testemunha, admitindo ao jornal The Sunday Times que "era uma farsa (...) uma mentira enorme".
O amigo de Knight e colega aficionado do Estripador, Colin Wilson, achou a história um "obviamente absurdo", mas logo após a morte tragicamente precoce de Knight por um tumor cerebral, ele escreveu em sua defesa: "ele escreveu o livro com a língua na bochecha, ele mesmo apanhado em um sucesso que o impediu de retratar-se ou renegá-lo silenciosamente."

## Influência
Apesar de suas muitas inconsistências, a teoria da conspiração de Knight e Gorman capturou a imaginação de outros autores, que fizeram mais modificações na história. Por exemplo, The Ripper and the Royals, de Melvyn Fairclough (Londres: Duckworth, 1991) afirmou que Lord Randolph Churchill era o "terceiro homem", embora Fairclough, posteriormente, tenha negado seu próprio livro e dito a repórteres que "ele não acredita mais na teoria". Andy Parlour, Sue Parlor e Kevin O'Donnell, autores de The Jack the Ripper Whitechapel Murders (St. Osyth, Essex: Ten Bells Publishing, 1997), supõem que Mary Jane Kelly estava grávida do filho de Alberto Vítor, em vez de Annie Crook. Esses e outros livros que definem Sickert de ter sido cúmplice no conhecimento de ser o próprio Jack, o Estripador, conforme dito em Sickert and the Ripper Crimes (Oxford: Mandrake, 1990), de Jean Overton-Fuller; e em Portrait of a Killer, de Patricia Cornwell (2002), são comercializados como livros de não-ficção, mas são descartados quase universalmente como fantasias derivadas com base na análise inicial falha de Knight.
A teoria da conspiração descrita em Jack the Ripper: The Final Solution já foi abordada na ficção em duas peças: Force and Hypocrisy de Doug Lucie (1986) e Sherlock Holmes and the Ripper Murders de Brian Clemens. Quatro filmes usaram elementos da teoria: Murder by Decree, Jack the Ripper, The Ripper e os gêmeos Albert e Allen Hughes do filme From Hell, que foi baseado em uma romance gráfico de mesmo nome por Alan Moore e do artista Eddie Campbell.
A teoria de Knight aparece na coletânea final dos livros de Philip José Farmer, intitulado Gods of Riverworld, e romances que utilizam o livro de Knight como base, são: Death at Whitechapel de Robin Paige (Nova Iorque: Berkley Publishing Group, 2000) e a obra de Anne Perry, chamado The Whitechapel Conspiracy (Londres: Headline, 2001).